# شپ (سگ آمریکایی)
شپ (انگلیسی: Shep) نامی بود که به سگ گله که در ایستگاه راه‌آهن بزرگ شمال داده شد. شپ یک روز در سال ۱۹۳۶ در فرت بنتن، مونتانا، مونتانا در ایستگاه قطار بود و مشاهده کرد که تابوت ارباب مرحومش در قطار بار می‌شود و می‌رود. سگ تا پنج سال و نیم آینده در ایستگاه ماند و منتظر بازگشت اربابش بود تا اینکه در سال ۱۹۴۲ توسط قطار ورودی کشته شد.

## تاریخ
این سگ زمانی متعلق به یک گله گوسفند ناشناس در نزدیکی فورت بنتون، مونتانا بود. هنگامی که صاحبش در اوت ۱۹۳۶ بیمار شد، برای معالجه به بیمارستان سنت کلر در فورت بنتون رفت و سگ گله خود را با خود آورد. چند روز بعد از دنیا رفت و بستگانش به شرق فرستاده شدند تا جسدش را بیاورند. سگ به دنبال تابوت به ایستگاه راه‌آهن رفت و در حالی که در قطاری که به سمت شرق ایالات متحده حرکت می‌کرد این تابوت بارگیری می‌شد، آن را تماشا کرد. او هر روز بعد از آن به هر قطاری که می‌رسید سلام می‌کرد و انتظار داشت اربابش برگردد.
کارمندان ایستگاه مدتی طول کشید تا متوجه شوند که جسد داخل تابوت احتمالاً ارباب سگ بوده‌است. سگ برای هر قطاری که وارد می‌شد ظاهر می‌شد تا ببیند آیا اربابش پیاده می‌شود یا خیر. سگ بعداً شپ نام گرفت و کارمندان ایستگاه از او مراقبت کردند و او در داخل و اطراف ایستگاه زندگی می‌کرد و برای همه کسانی که از آنجا می‌گذشتند شناخته شده بود.